# Lichtenburkové

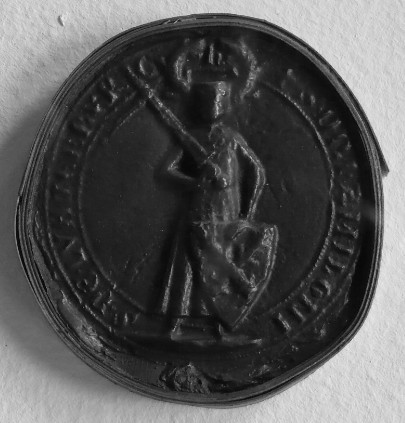
Pečeť Smila z Lichtenburka

Páni z Lichtenburka (též z Lichtemburka) byli starým českým panským rodem, jednou z větví Ronovců (spolu s pány z Lipé, Berky z Dubé, pány z Pirkštejna a pány z Klinštejna).
Nazývali se podle hradu Lichtenburka – česky Lichnice. Ve 13. století patřili k nejvýznamnějším a nejbohatším šlechtickým rodům v zemi, a to zejména díky stříbrným dolům na jejich havlíčkobrodském panství. Počátkem 14. století většinu těchto držav ztratili, což vedlo k jejich postupnému majetkovému úpadku.

## Původ rodu a jeho zakladatel
Ronovci byli původně usazeni na Žitavsku, ale jeden z nich, Jindřich ze Žitavy, přesídlil do východních Čech. Jeho synové Smil a Čeněk (Častolov) zde pak založili rodové větve pánů z Lichtenberka a pánů z Ronova a Přibyslavi. 
Když v letech 1248–1249 došlo k povstání části šlechty proti králi Václavovi I. a Ronovci se přiklonili na stranu krále, byli po potlačení povstání odměněni funkcemi i majetkem. Smil se stal pražským pukrabím a na získaných pozemcích postavil hrad Lichnici, původně zvaný Lichtenburk, podle něhož si zvolil svůj predikát (do roku 1251 se psal s přídomkem de Sitavia, tj. ze Žitavy). Tento Smil z Lichtenburka (1220–1269), uváděný někdy též jako Smil Světlický a zakladatel rodu, proslul svou odvahou a rytířským uměním na turnajích. Pro svůj rod získal k erbu ostrve (společný znak Ronovců) klenot v podobě kapra. Počítal se za jednoho z nejbohatších šlechticů v zemi, bohatství mu přinesla především těžba stříbra v okolí městečka Brod (později zvaného Německý Brod, dnes Havlíčkův Brod).

## Další významní Lichtenburkové
Smil byl dvakrát ženat a měl čtyři syny. Od jeho nejstaršího syna Jindřicha, kterého měl pravděpodobně s první manželkou neznámého jména, vzešla nejvýznamnější rodová větev později zvaná Krušinové z Lichtenburka, a dále Žlebští z Lichtenburka. S Alžbětou, dcerou Přibyslava z Křižanova, měl syny Smila, Oldřicha a Rajmunda. Oldřich z Lichtenburka, který zdědil po otci Lichnici, neblaze proslul, když v roce 1307 zavraždil na volebním sněmu při sporu o nástupnictví na český trůn Dobeše z Bechyně, zastánce habsburského pretendenta. Založil choceňskou větev, jejíž příslušníci se později zvali Pyknové z Lichtenburka. Poslední člen této větve, Zikmund Pykna, pravděpodobně padl nebo zemřel na následky zranění v bitvě u Grunwaldu roku 1410, kde bojoval na polské straně. Nejmladší syn Rajmund patřil k oblíbencům Václava II. a za Jindřicha Korutanského zastával úřad podkomořího. Od Václava dostal do zástavy hrad Bítov, který mu později Korutanec potvrdil do dědičného držení. Později značnou část svých statků pro dluhy rozprodal. Usadil se na Moravě a byl zakladatelem větve Bítovských z Lichtenburka. 
Z linie Krušinů z Lichtenburka vynikl Jan Krušina, který v letech 1403–1407 zastával funkci nejvyššího purkrabího, byl také nejvyšším hofmistrem a hejtmanem svídnického knížectví. V husitských válkách pak proslul jeho syn Hynek Krušina IV. z Lichtenburka. Podepsal stížnost proti Husovu upálení, v listopadu 1420 velel husitským vojskům v bitvě pod Vyšehradem a na čáslavském sněmu byl zvolen jedním ze zemských správců. Časem se přiklonil na stranu Zikmunda a značně rozmnožil svůj majetek mimo jiné ziskem zástavy Kladska a Minsterberku. Vymřením Krušinů koncem 16. století vyhasl celý lichtenburský rod.

## Državy
Před přesídlením do východních Čech drželi Lichtenburkové nějaké statky v okolí Lovosic a Libochovic, snad též Klapý (později Hazmburk). Pak se jejich základnou stalo okolí Brodu a hlavním sídlem hrad Lichnice/Lichtenburk. Jako sídla pro další příslušníky rodu vznikly hrady Žleby, Ronovec a později Lipnice. Bítovští drželi kromě Bítova také Vranov a Cornštejn. K lichtenburským  državám patřily alespoň po nějaký čas také Choceň, Rychmburk, Střítež, Litice, Opočno, Frymburk, Miletín, Kumburk, Trutnov, Žacléř, na Moravě pak Ronov či Nový Hrad aj.
Lichtenburkové patřili k významným podporovatelům kláštera ve Žďáru nad Sázavou, kde jsou někteří z nich i pohřbeni. 

## Erb
Černé ostrve na zlatém podkladu jsou společným znakem všech větví Ronovců. V klenotu měli na přílbě kapra na pavím ocase (paví kytě).

## Příbuzenstvo
Spojili se s pány z Kunštátu, z Landštejna, z Koldic, Bavory ze Strakonic či Zajíci z Hazmburka či s pány z Černhausu.